# Vostotxni (Tbilísskaia)
|  | Per a altres significats, vegeu «Vostotxni». |

Vostotxni - Восточный (rus) és un possiólok del krai de Krasnodar, a Rússia. Es troba a les terres baixes del Kuban-Azov. És a 9 km al nord de Tbilísskaia i a 110 km al nord-est de Krasnodar.
Pertany a l'stanitsa de Tbilísskaia.